# Przede wszystkim muzyki
Przede wszystkim muzyki – drugi studyjny album zespołu Paprika Korps, nagrany w pierwszej połowie 2001 roku w Studio Czad w Swarzędzu, wydany w tym samym roku przez wytwórnię Karrot Kommando. Album doczekał się także litewskiej i rosyjskiej wersji, wydanych odpowiednio przez Kablio Muzika i One Drop. W Finlandii natomiast dzięki wydawnictwu Kamaset Levyt ukazał się on na winylu.

## Lista utworów
1. „Mind Explorer” – 3:08
2. „Commin Inna” – 4:39
3. „Hight Expectation” – 3:19
4. „Facts of Life” – 2:50
5. „Radio” – 3:47
6. „Fryzjer” – 2:40
7. „Nothing But A Sorrow” – 2:53
8. „Nothing Dub” – 3:07
9. „Przede wszystkim muzyki” – 3:09
10. „Commin Inna He” – 6:49
11. „Sick Situation” – 2:40
12. „High Remix (Mario Dziurex JVSS)” – 4:46
13. „Fryzjer Remix (DJ Adamus – Pozytywka Sound System)” – 4:55
14. „Mind Exploration (Yama)” – 3:49
15. „Przede wszystkim muzyki Remix (Dr Emzetka)” – 4:57

## Twórcy

### Nagranie
- Sławomir Mizerkiewicz

### Mixy
- Jarosław „Smoku” Smak
- Sławomir Mizerkiewicz

### Skład
- Marcin Matlak – gitara reggae, wokal
- Piotr Maślanka – wokal, organy, melodyka
- Tomasz Krawczyk – gitara basowa
- Łukasz Rusinek – gitara solo
- Aleksander Żeliźniak – perkusja

#### Gościnnie
- Adam Mościcki – instrumenty perkusyjne

## Muzyka
- Marcin Matlak i reszta zespołu

## Słowa
- Paprika Korps
- Stanisław Grochowiak (6)
- fragmenty tekstów Geoff King (1, 2)